# دردار زيزفوني الأوراق
دردار زيزفوني الأوراق (الاسم العلمي:Ulmus tiliifolia) هو نوع نباتي يتبع جنس الدردار من فصيلة الدردارية.